# Tuporivier
De Tuporivier (Zweeds: Tupojoki) is een rivier, die stroomt in de Zweedse  gemeente Pajala.  De rivier ontstaat aan de noordzijde van een meer Tupojärvi en de 283 meter hoge heuvel Tupovaara. Zij krijgt water van de Utturivier, de Pahtarivier en de Ruokurivier. Ze stroomt meestentijds oostwaarts en is inclusief bronrivier ruim 27 kilometer lang. Uiteindelijk belandt haar water in de Torne